# 에이역
에이역(일본어: 頴娃駅)은 일본 가고시마현 미나미큐슈시에 위치한 규슈 여객철도 이부스키마쿠라자키 선의 철도역이다.

## 역 구조
단선 승강장 1면 1선의 구조를 가진 지상역이자 무인역이다.

## 역 주변
- 국도 제226호선

## 역사
- 1960년 3월 22일 : 개업.
- 1987년 4월 1일 : 일본국유철도 분할 민영화에 의해, 규슈 여객철도가 승계.

## 인접 역
| 이부스키마쿠라자키 선     | 이부스키마쿠라자키 선 | 이부스키마쿠라자키 선    |
| ------------------------- | --------------------- | ------------------------ |
| 이리노 가고시마 중앙 방면 | ■ 보통                | 니시에이 마쿠라자키 방면 |